# Epiphryne charidema
Epiphryne charidema là một loài bướm đêm trong họ Geometridae.